# さいたま市の土地区画整理事業一覧
さいたま市の土地区画整理事業一覧（さいたましのとちくかくせいりじぎょういちらん）は、さいたま市内で施行された、あるいは施行中の土地区画整理事業の一覧である。

## 施行済

### 行政庁（埼玉県知事）施行
- 大宮工業地帯開発土地区画整理事業

### 公共団体（埼玉県）施行
- さいたま新都心西土地区画整理事業
- 岩槻・春日部土地区画整理事業

### 公共団体（さいたま市）施行
- 大宮北部土地区画整理事業
- 南浦和第一土地区画整理事業
- 砂土地区画整理事業（第1工区）
- 土呂土地区画整理事業
- 砂土地区画整理事業（第3工区）
- 宮原4丁目土地区画整理事業
- 深作東部土地区画整理事業
- 大宮駅前西口地区土地区画整理事業
- 大宮駅西口第二土地区画整理事業
- 砂土地区画整理事業（第2工区）
- 南浦和第二土地区画整理事業
- 東浦和第一土地区画整理事業
- 深作西部土地区画整理事業
- 北部拠点宮原土地区画整理事業
- 南平野土地区画整理事業
- 上野古ヶ場土地区画整理事業

### 個人・共同施行
- 大島台土地区画整理事業
- 山崎農住組合土地区画整理事業
- 日進東土地区画整理事業
- 道祖土四丁目土地区画整理事業
- 北袋町1丁目土地区画整理事業

### 都市再生機構施行
- 浦和南部土地区画整理事業
- さいたま新都心土地区画整理事業
- 大宮西部特定土地区画整理事業
- 浦和東部第二特定土地区画整理事業
- 岩槻南部新和西特定土地区画整理事業

### 埼玉県住宅供給公社施行
- 大宮深作土地区画整理事業

### 組合施行
- 大宮復興土地区画整理事業
- 宮原南部土地区画整理事業
- 浦和第一土地区画整理事業
- 浦和第二土地区画整理事業
- 宮原2丁目土地区画整理事業
- 西本郷土地区画整理事業
- 中丸土地区画整理事業
- 根岸土地区画整理事業
- 宮本土地区画整理事業
- 大宮市北部土地区画整理事業
- 駒前土地区画整理事業
- 大東土地区画整理事業
- 辻土地区画整理事業
- 大谷口第一土地区画整理事業
- 中尾第一土地区画整理事業
- 芝原土地区画整理事業
- 中尾第二特定土地区画整理事業
- 大谷口第二土地区画整理事業
- 大門第一特定土地区画整理事業
- 馬場特定土地区画整理事業
- 円正寺・太田窪特定土地区画整理事業
- 三室西土地区画整理事業
- 井沼方土地区画整理事業
- 別所・西宮下土地区画整理事業
- 松木特定土地区画整理事業
- 南中丸山崎土地区画整理事業
- 大間木水深特定土地区画整理事業
- 島町東部土地区画整理事業
- 上木崎一丁目土地区画整理事業
- 中尾不動谷・駒前土地区画整理事業
- 三室南宿土地区画整理事業

## 施行中

### 公共団体（さいたま市）施行
- 大宮駅西口第四土地区画整理事業
- 南与野駅西口土地区画整理事業
- 東浦和第二土地区画整理事業
- 浦和東部第一特定土地区画整理事業
- 与野駅西口土地区画整理事業
- 江川土地区画整理事業
- 岩槻駅西口土地区画整理事業
- 指扇土地区画整理事業
- 大門下野田特定土地区画整理事業

### 組合施行
- 丸ヶ崎土地区画整理事業
- 大門第二特定土地区画整理事業
- 土呂農住特定土地区画整理事業
- 風渡野南特定土地区画整理事業
- 蓮沼下特定土地区画整理事業
- 大門上・下野田特定土地区画整理事業
- 台・一ノ久保特定土地区画整理事業
- 大和田特定土地区画整理事業
- 内谷・相ノ谷特定土地区画整理事業
- 大谷口・太田窪土地区画整理事業
- 中川第一特定土地区画整理事業
- 七里駅北側特定土地区画整理事業
- 島町西部土地区画整理事業

## 都市計画決定
- 大門土地区画整理事業 - 解消に向けて取り組み中[2]
- 南部土地区画整理事業 - 解消に向けて検討中[3]
- 西浦和第一土地区画整理事業 - 解消に向けて取り組み中[4]
- 東浦和土地区画整理事業 - 解消に向けて検討中[3]

## 廃止された事業
- 辻土地区画整理事業（残部） - 2015年9月2日廃止[5]
- 南浦和第三土地区画整理事業 - 2015年9月2日廃止[5]
- 内野本郷土地区画整理事業 - 2014年3月31日廃止[6]

## 耕地整理事業の一覧
さいたま市内では、戦前に宅地開発向けに実施された耕地整理事業もあり、これは以下の通り。
- 浦和耕地整理事業 - 旧浦和市。1922年 - 1933年
- 大宮市耕地整理事業 - 旧大宮市。1925年 - 1933年
- 三橋耕地整理事業 - 旧大宮市。1927年 - 1948年（三橋住宅地）
- 与野耕地整理事業 - 旧与野市。1929年 - 1933年
- 土合村耕地整理事業 - 旧浦和市。1930年
- 西浦耕地整理事業 - 旧浦和市。1930年 - 1936年
- 日進耕地整理事業 - 旧大宮市。1930年 - 1951年（日進住宅地）
- 大宮市北部耕地整理事業 - 大宮市。1951年